# Gigantomastia

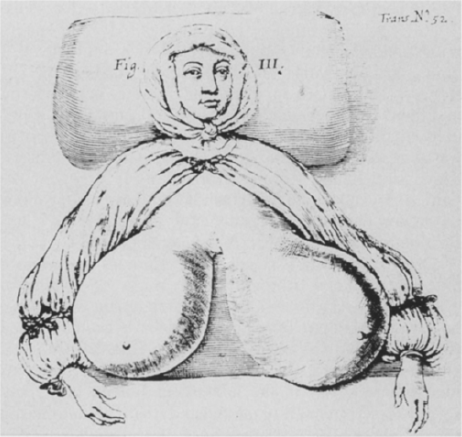
Rappresentazione del 1670 di una donna con gigantomastia.

La gigantomastia è una crescita estrema della mammella (vale a dire 4,5 kg a mammella e oltre). Tale patologia fu descritta per la prima volta in letteratura medica nel 1648.

## Fisiologia
Questa condizione è causata da eccessiva sensibilità agli ormoni estrogeni e al progesterone e/o a una quantità insolitamente alta dei suddetti ormoni. 
La gigantomastia per definizione indica "crescita progressiva benigna della mammella sino ad un grado che richieda un trattamento chirurgico di riduzione del seno il quale rimuova almeno 1,8 kg di tessuto per lato". Nei casi più gravi è possibile che il soggetto abbia seni che pesano ben oltre 9 kg l'uno, mentre il peso maggiore mai registrato fu 30,3 kg a mammella.  Nel caso di obesità del paziente si mantiene una proporzionalità tra dimensioni della mammella e peso corporeo; invece nei casi di gigantomastia vera questo rapporto di grandezza va a sfumare o è rotto.
La gigantomastia può presentarsi anche come rara complicazione della gravidanza, con una frequenza compresa da 1 su 28.000 a 1 su 100.000 gravidanze. La maggior parte dei casi sono comunque rappresentati dalla gigantomastia giovanile, meglio nota come ipertrofia mammaria virginale. In alcuni casi di ipertrofia virginale della mammella la crescita del seno non è costante, ma avviene piuttosto a scatti, durante i quali il seno cresce molto rapidamente in un breve periodo. Questi flussi di crescita possono causare forte disagio; i sintomi principali sono pelle rossa e tesa e spesso un dolore generalizzato al seno. 
Quando si presenta questo tipo di gigantomastia virginale la crescita è rapida e massiccia. Il primo caso fu descritto nel 1670: la paziente morì 4 mesi dopo lo sviluppo iniziale. Una delle mammelle rimosse dopo il decesso pesava 30 kg. In alternativa i seni possono crescere più lentamente e uniformemente per diversi anni. Tale crescita estesa e costante può risultare nello sviluppo di un seno normale e sano, sebbene di volume enorme. Nonostante la gigantomastia sia più frequente durante lo sviluppo adolescenziale del seno, spesso accade che essa venga già ridotta chirurgicamente prima dell'età di 15-17 anni, quindi la sua reale frequenza non appare mai evidente nella popolazione.

## Disagi e trattamento
I principali disturbi lamentati da chi è affetto da gigantomastia sono dolori alla testa, al collo e dolori alla colonna vertebrale in zona cervicale o lombare. Talvolta si hanno alterazioni alla sensibilità delle dita (parestesie). Inoltre, soprattutto nei periodi caldi, si possono avere gravi irritazioni cutanee sottoseno, legate alla sudorazione.
Per i casi più gravi non c'è al momento alcun trattamento diverso dalla mastoplastica riduttiva, generalmente non si prevedono interventi per mammelle di peso inferiore a 1,5 kg per lato. In Italia il trattamento non è approvato dal Servizio Sanitario Nazionale a meno che non sia necessario rimuovere almeno 500 grammi di tessuto mammario per lato.
Originariamente comunque anche tali dimensioni erano considerate come medicalmente normali (quindi semplicemente interventi estetici) perché già inferiori alle forme più deboli di gigantomastia (da 2,2 a 5 kg per seno). E anche in caso di gigantomastia, da un punto di vista strettamente medico, un intervento spesso non è necessario ma in alcuni casi le donne decidono di sottoporsi ugualmente ad interventi riduttivi al fine di  evitare disagi e/o attenzioni non desiderate o anche perchè avere un seno molto grosso può contribuire ad una autopercezione di grassezza.
Per le donne affette può infatti spesso risultare utile trovare reggiseni di misure e qualità adeguate, evitando o riducendo il rischio di incorrere infiammazioni croniche della schiena a livello lombare e/o cervicale, modificazioni della postura e irritazioni cutanee legate alle forti pressioni esercitate dai sostegni dei reggiseni sulla pelle.
Utile nella prevenzione di tali problematiche anche l'esercizio, soprattutto quello della muscolatura della schiena, in grado di preservare la postura e ridurre la percezione di fatica data dal peso importante che questa deve sostenere, cosí come di medesima importanza risulta evitare importanti aumenti di massa grassa, cosa che se si verificasse potrebbe condurre ad ulteriori incrementi indesiderati nelle dimensioni del seno.